# مالكوم فرازير
مالكوم فرازير (بالإنجليزية: Malcolm Fraser)‏ هو سياسي نيوزلندي، ولد في 1834 بغلوسترشير في المملكة المتحدة، وتوفي في 17 أغسطس 1900 في نفس البلد. انتخب Colonial Secretary of Western Australia ‏ وانتخب Surveyor General of Western Australia ‏.